# Piraat (vuurwerk)

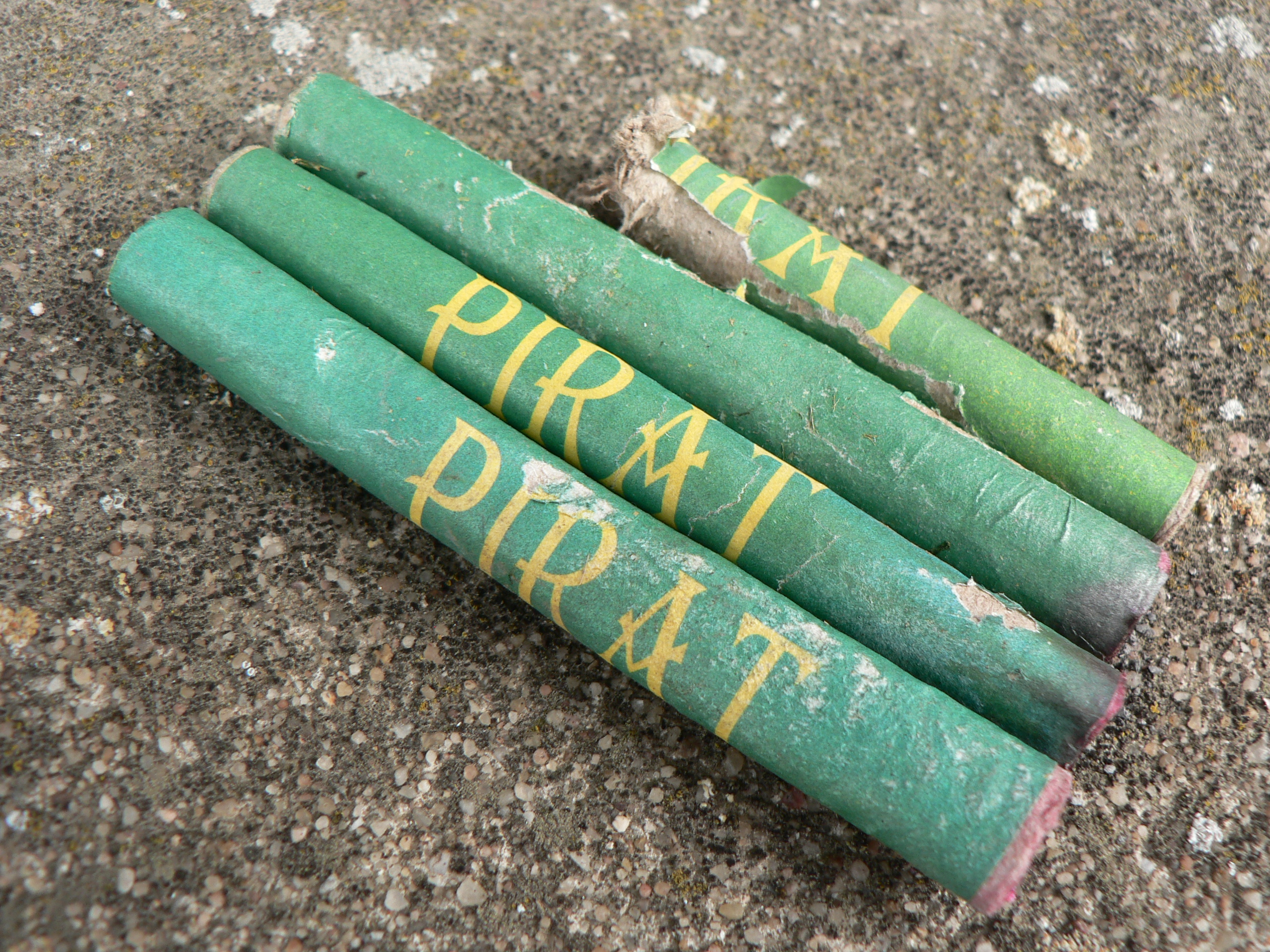
Groene strijkers (Pirat)

Een piraat (ook Pirat of Pirate genoemd) is een soort strijker, een knallend stuk vuurwerk vergelijkbaar met een rotje maar met een knal die luider is dan een buskruitrotje. De piraat komt uit China en is in veel Europese lidstaten te koop, maar is niet toegestaan in Nederland omdat het een strijkmechanisme bevat. Ook bevat de piraat in de meeste gevallen flitskruit, dat in Nederland niet is toegestaan in grondknalvuurwerk. 